# Liste der Bischöfe von Warwick
Die Liste der Bischöfe von Warwick stellt die bischöflichen Titelträger der Church of England, der Diözese Coventry, in der Province of Canterbury dar. Der Titel ist nach der Stadt Warwick benannt.
| Liste der Bischöfe von Warwick | Liste der Bischöfe von Warwick | Liste der Bischöfe von Warwick | Liste der Bischöfe von Warwick |
| Von                            | Bis                            | Name                           | Anmerkungen                    |
| ------------------------------ | ------------------------------ | ------------------------------ | ------------------------------ |
| 1980                           | 1990                           | Keith Arnold                   |                                |
| 1990                           | 1996                           | Clive Handford                 |                                |
| 1996                           | 2005                           | Anthony Priddis                | danach Bischof von Hereford    |
| 2005                           | 2023                           | John Stroyan                   |                                |